# Very Very Very
Singles de I.O.I
Whatta Man
(2016)
Very Very Very (hangeul: 너무너무너무; RR : Neomu Neomu Neomu) est une chanson enregistrée par le girl group sud-coréen I.O.I pour leur deuxième mini-album Miss Me? (2016). La chanson est la piste-titre du mini-album, sorti par YMC Entertainment et distribué par LOEN Entertainment le 17 octobre 2016. Les paroles ont été écrites par Park Jin-young, qui a aussi composé la musique. Afin de promouvoir la chanson et le mini-album, le groupe a fait des performances sur plusieurs émissions musicales coréennes, telles que le M! Countdown et le Music Bank. Un vidéoclip pour la chanson est sorti le 17 octobre.
La chanson a été un succès commercial, se plaçant au sommet du Gaon Digital Chart. Elle s'est vendue à plus de 423 491 exemplaires à compter d'octobre 2016. Le vidéoclip a été la 3e vidéo la plus vue sur YouTube aux États-Unis et dans le monde pour le mois d'octobre d'après Billboard.

## Contexte et sortie
Le 22 septembre 2016, il a été dit que J. Y. Park produirait la chanson-titre de la prochaine musique du groupe et il a aussi été annoncé que toutes les membres chanteront dessus. Plus tard, le 13 octobre, un teaser du vidéoclip est sorti, révélant le nom de la chanson, qui sera Very Very Very.
La chanson est sortie en même temps que le mini-album le 17 octobre à travers plusieurs portails musicaux, y compris iTunes pour le marché international,.

## Promotion
Le groupe a interprété Very Very Very pour la première fois lors du I.O.I x JYP de Mnet et lors du showcase tenu pour la sortie du mini-album Miss Me?.
I.O.I a eu son premier comeback stage sur The Show de SBS MTV, où elles ont interprété Hold Up et Very Very Very le 18 octobre. Elles ont ensuite enchaîné avec le Show Champion le 19 octobre, le M! Countdown le 20 octobre et le Music Bank le 21 octobre.
Le 26 octobre 2016, le groupe a gagné leur premier trophée au Show Champion et leur deuxième au M! Countdown le lendemain. 
Le vidéoclip pour Very Very Very a été le troisième  vidéoclip de k-pop le plus visionné sur YouTube aux États-Unis et dans le monde pour le mois d'octobre 2016 d'après Billboard.

## Performance commerciale
Very Very Very s'est classée dans le sommet du Gaon Digital Chart pour la semaine du 16 au 22 octobre 2016 avec 266 203 téléchargements et 5 859 795 streams,,. Cela marque le premier single n°1 du groupe. Lors de sa deuxième semaine, la chanson s'est classée 2e du classement allant du 23 au 29 octobre 2016 avec 129 179 téléchargements et 5 721 836 streams,,. Lors de sa troisième semaine, la chanson est descendue à la 6e place, restant dans le Top 10 pour 3 semaines consécutives avec 82 608 téléchargements et 4 957 083 streams,,.
La chanson est entrée à la 5e place du Gaon Album Chart pour le mois d'octobre 2016 avec 423 491 téléchargements - se classant dans le Download Chart - et 13 046 034 streams,,.

## Récompenses et nominations

### Sur les émissions musicales
| Chanson        | Programme                 | Date            |
| -------------- | ------------------------- | --------------- |
| Very Very Very | Show Champion (MBC Music) | 26 octobre 2016 |
| Very Very Very | M Countdown (Mnet)        | 27 octobre 2016 |
| Very Very Very | Inkigayo (SBS)            | 30 octobre 2016 |

## Classements

### Classements hebdomadaires
| Classement (2016)                 | Meilleure position |
| --------------------------------- | ------------------ |
| Corée du Sud (Gaon Digital Chart) | 1                  |

### Classements mensuels
| Classement (2016)                 | Meilleure position |
| --------------------------------- | ------------------ |
| Corée du Sud (Gaon Digital Chart) | 5                  |